# Danmarks politik
 Der er for få eller ingen kildehenvisninger i denne artikel, hvilket er et problem. Du kan hjælpe ved at angive troværdige kilder til de påstande, som fremføres i artiklen.

Danmarks politik finder sted inden for rammerne af et parlamentarisk, repræsentativt-demokratisk, konstitutionelt monarki med forholdstalsvalg. Parlamentarismen blev de facto indført i 1901 og grundlovsfæstet i 1953. Den formelle lovgivende magt er derfor placeret hos det danske parlament i et flerpartisystem, hvor der pr.  maj 2020 er 14 partier repræsenteret i Folketinget. Den udøvende magt er placeret hos regeringen med statsministeren som regeringschef.
Folketinget har decentraliseret en del beslutninger og opgaver til regionerne og kommunerne.
Politiske beslutninger tages på mange forskellige områder, og en række aktører kan -formelt eller uformelt- påvirke lovgivningen i Danmark.

## Monarki
Frederik X (Frederik André Henrik Christian; født 26. maj 1968) har været Danmarks konge, monark og statsoverhoved siden 14. januar 2024. Den danske tronfølge afgjorde, at det var Frederik X, der blev konge efter Margrethe II's abdikation.
Ifølge Danmarks Riges Grundlov er den danske monark, som statsoverhoved, den teoretiske kilde til al lovgivende, udøvende og dømmende magt. Men siden introduktionen af parlamentarisk suverænitet i 1901 har Danmark i de facto haft en magtdeling.
Monarken bibeholdt muligheden for at afvise at give et lovforslag kongelig accept, og monarken havde også mulighed for at afvise statsministeren, selvom det i tidens løb blev mere og mere usandsynligt, da det ville kaste landet ud i en forfatningskrise. Kong Christian X var den sidste monark, der brugte denne magt til at afvise en regeringsdannelse af egen vilje. Det gjorde han den 28. marts 1920, hvilket førte til Påskekrisen. Alle royale rettigheder, såsom retten til at udvælge statsministeren og muligheden for at erklære både krig og fred, ligger i praksis hos statsministeren og dennes ministerråd – og kræver kun monarkens formelle accept. Efter et folketingsvalg finder en kongerunde sted, hvor kongen udpeger en kongelig undersøger med opdrag til at afsøge mulighederne for at danne en regering. Den kongelige undersøger ender som regel som statsminister.
Efter grundlovsændringen i 1953 har monarken dog blot en ceremoniel rolle i udøvelsen af sin magt både efter tradition og efter den offentlige mening. Ikke desto mindre har monarken stadig tre formelle rettigheder, som respekteres bredt: retten til at blive konsulteret, retten til at rådgive og retten til at advare. Som en konsekvens heraf mødes statsministeren og dennes ministre fra statsrådet.
Monarkens egentlige magt må dog ikke overfortolkes. Ifølge grundloven er det "kongens underskrift under de lovgivningen og regeringen vedkommende beslutninger giver disse gyldighed, når den er ledsaget af en eller flere ministres underskrift."  Kongen er fritaget fra partipolitiske holdninger og kan ikke retsforfølges ved domstolene.

## Embedsudøvelse
Regeringen udfører de udøvende funktioner i kongeriget. Ved at udpege en statsminister, konsulterer monarken folkets vilje, som er repræsenteret ved de parlamentariske ledere. Som altid er det den person, med bredest støtte blandt medlemmerne i parlamentet, som vælges af monarken og dette bekræftes ved en støtteerklæring (et tillidsvotum) der gives af Folketinget. Dog, inden denne støtteerklæring gives, skal den mulige statsminister sammen med lederne af koalitionspartierne samle et ministerråd, som skal udgøre cheferne for de individuelle ministerier i statsapparatet. Disse ministre vil som oftest blive fundet inden for de folkevalgte medlemmer af Folketinget, men der er intet til hindring for, at de vælges uden for parlamentet – hvilket derfor også af og til sker. Den nuværende statsminister siden 2019 er Mette Frederiksen.
Som kendt fra andre parlamentariske regeringssystemer, står den udøvende magt – altså regeringen – til ansvar direkte over for Folketinget. Ifølge Danmarks Riges Grundlov kan ingen regering eksistere med et direkte flertal imod sig i den siddende forsamling i Folketinget, hvilket er forskelligt fra det noget oftere forekommende krav om, at regeringen skal have direkte flertal bag sig. På grund af denne regel har man i Danmark ofte mindretalsregeringer.

### Ministerier
Den danske udøvende magt er fordelt blandt en række regeringsdepartementer kendt som ministerier. Disse ministerier bliver ledet af en minister, som har det pågældende ministerium som sit ansvarsområde. I teorien er alle ministre lige og kan ikke kommanderes over eller kommandere over andre ministre. Men forfatningen dikterer dog, at statsministeren er primus inter pares – først blandt ligemænd. Modsat mange andre lande har Danmark ikke en tradition for viceministre eller andre former for juniorministre.
Et ministerium er et sekretariat under ministeren. Ministeriets funktioner dækker over planlægning, udvikling og strategisk vejledning inden for hele ministerens ansvarsområde. Ministrenes beslutninger bliver udført af ministeriets embedsmænd. Modsat andre demokratier, eksempelvis USA og Storbritannien, vil selv embedsmænd i høje stillinger ofte blive i deres stilling på trods af et regeringsskifte. Overhovedet for ministeriets embedsmænd er departementschefen. Flertallet af embedsmændene er dog ansat i en række offentlige agenturer såsom styrelser, direktorater og centre, der operationelt og organisatorisk er adskilt fra selve ministeriet, men som står til ansvar overfor ministeriet.
Ministeren har desuden sin egen privatsekretær samt sine egen særlige rådgiver, en spindoktor. Modsat embedsmænd er spindoktorerne partistøtter og bliver ikke på posten, hvis regeringen ændres.

## Lovgivning
Folketinget udfører de lovgivende funktioner i kongedømmet. Folketinget er som parlament centrum af det politiske system i Danmark og er den højeste og endelige lovgivende forsamling, der ikke står til ansvar for nogen. Statsministeren og regeringen får støtte fra og står til ansvar for Folketinget. Folketinget har siden 1953 været enkeltkamret.

### Kort historie
Efter vedtagelsen af den første demokratiske forfatning i 1849 var Danmark et tokammersystem kendt som Rigsdagen med magten delt mellem Folketinget og Landstinget. Med grundlovsændringen i 1953 blev Landstinget afskaffet og de 179 medlemmer af Folketinget tog over som det eneste kammer.

### Opbygning
Folketinget har 179 medlemmer, hvoraf 2 er reserveret til Færøerne og 2 til Grønland. De resterende 175 sæder optages af parlamentsmedlemmer, som er valgt i Danmark. Der er valg til alle pladser i Folketinget mindst hvert 4. år.
Alle partier, der opnår mere end 2% af stemmerne, bliver repræsenteret i Folketinget. Til sammenligning er dette en ganske lav spærregrænse – i Sverige kræves 4% af stemmerne. Dette har ofte ført til repræsentation af mange forskellige partier i Folketinget og medfølgende komplekse og ustabile koalitionsregeringer.

### Proportionel repræsentation og valg
Modsat mange andre demokratier, har Danmark ikke et flertalsvalgssystem baseret på valgkredse. I stedet har man et system med forholdstalsvalg baseret på de enkelte valgkredse, hvilket er sikret i grundloven. Dette sikrer en balanceret fordeling af de 179 sæder. 135 af medlemmerne valgt i Danmark er valgt ved proportionelt flertal i valgkredsene mens de resterende 40 sæder fordeles proportionelt ud fra de samlede stemmetal som den enkelte part eller den enkelte liste har opnået. Færøerne og Grønland vælger hver to medlemmer ved direkte proportionelt valg.
Alle partier og lister, der modtager mere end 2% af det samlede antal stemmer, er garanteret repræsentation i parlamentet. Som en konsekvens af dette system varierer antallet af stemmer, som er nødvendige for at blive valgt ind, forskellige steder i landet. Generelt kræver det flere stemmer at blive valgt ind i de store valgkredse som København frem for de mindre tætbefolkede områder. Stemmedeltagelsen i Danmark ligger i sammenligning med mange andre vestlige demokratier højt – og er oftest over 85% ved folketingsvalg.

### Politiske partier
Danmark har et flerpartisystem med for tiden ni partier repræsenteret i parlamentet. Intet enkelt parti har haft absolut flertal i Folketinget siden starten af det 20. århundrede. De fire ældste og historisk mest indflydelsesrige partier er Det Konservative Folkeparti, Socialdemokraterne, Venstre og Det Radikale Venstre. Socialistisk Folkeparti har været repræsenteret i Folketinget siden 1960. Siden jordskredsvalget i 1973 har flere nydannede partier opnået valg til Folketinget, hvor nogle af "de nye" stadig er repræsenteret. Ud over de fem overnævnte er i 2025; Enhedslisten, Liberal Alliance, Moderaterne, Danmarksdemokraterne, Alternativet og Dansk Folkeparti.
Siden Kanslergadeforliget i 1933 har lovgivningsprocessen været præget af et bredt samarbejde mellem flere partier og den danske velfærdsmodel har haft bred parlamentarisk støtte. Især vedtagelsen af finansloven har Dette sikrer fokus på effektivitet i den offentlige sektor og sikrer en til stadighed været grundlaget for "det samarbejdende folkestyre". Den politiske debat i Danmark efter finanskrisen peger dog på, at der blandt Folketingets partier er en større vilje end tidligere til at reformere det universelle princip for velfærdsstaten. De Radikale har historisk set har været medvirkende til de afgørende beslutninger om velfærdsydelserne. Dansk Folkeparti, stiftet i 1995 som et udbrud af fra Fremskridtspartiet, har siden de såkaldt "lille systemskifte" i 2001 haft en stor indflydelse på dansk udlændingepolitik. Enhedslisten, der arbejder for et socialistisk samfund, ønsker at velfærdssamfundet skal styrkes og fornyes.

### Struktur
Ingen partier har præcis den samme struktur og opbygning. Det er dog sædvanligt for partierne at have:
- Et årsmøde eller en kongres, hvor formanden vælges
- En ledelse
- Lokalafdelinger, undertiden også benævnt kommuneforeninger eller kredsforeninger
- Regionsforeninger, der dækker områder svarende til regionerne
- Storkredsforeninger, der dækker områder svarende til opstillingskredsene
- En ungdomsorganisation

I de fleste tilfælde vil partimedlemmerne, der sidder i Folketinget, danne deres egen folketingsgruppe, som udvikler og former partipolitikken i parlament og op til valg.

## Domstole
Grundloven fastslår, at domstolene er uafhængige af både regeringen og Folketinget. uafhængige Dommerudnævnelsesråd. Formelt udpeger justitsministeren dommerne, men siden 1999 har Dommerudnævnelsesrådet, der er et uafhængigt organ, indstillet kandidater til ministeren.